# Torrington (Connecticut)
Torrington é uma cidade localizada no estado americano de Connecticut, no Condado de Litchfield.

## Demografia
Segundo o censo americano de 2000, a sua população era de 35.202 habitantes.
Em 2006, foi estimada uma população de 35.903, um aumento de 701 (2.0%).

## Geografia
De acordo com o United States Census Bureau tem uma área de
104,6 km², dos quais 103,1 km² cobertos por terra e 1,5 km² cobertos por água. Torrington localiza-se a aproximadamente 326 m acima do nível do mar.

## Localidades na vizinhança
O diagrama seguinte representa as localidades num raio de 24 km ao redor de Torrington.